# تيمور الغربية

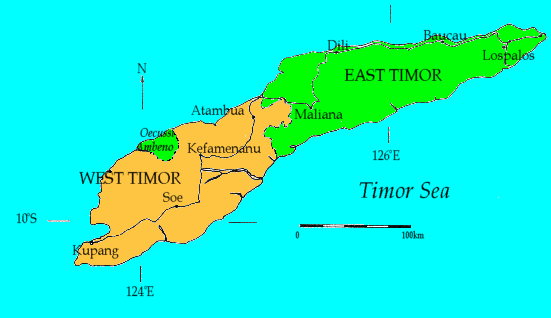
جزيرة تيمور وتظهر تيمور الغربية باللون الأصفر بينما دولة تيمور الشرقية باللون الأخضر

وهو الجزء الأندونيسي من جزيرة تيمور بينما يمثل الجزء الشرقي دولة تيمور الشرقية. وهذا الجزء يتبع مقاطعة نوسا تنقارا الشرقية.